# Ким Ён Хён
Ким Ён Хён (кор. 김용현; род. 25 июня 1959 года, Масан, Республика Корея) — южнокорейский государственный и военный деятель, бывший министр национальной обороны Республики Корея в кабинете Юн Сок Ёля с 6 сентября по 5 декабря 2024 года.

## Биография

### Ранние годы
Ким родился в Масане, провинция Кёнсан-Намдо. Он окончил среднюю школу Чхунгам в районе Ынпхён, Сеул в 1978 году (на год раньше будущего президента Юн Сок Ёля) и вскоре после этого поступил в Корейскую военную академию.

### Карьера
Дослужился до должности начальника оперативного отдела Объединённого комитета начальников штабов. Затем он служил советником и членом переходного комитета президента Юн Сок Ёля, где сыграл роль в передаче функций Голубого дома в Чонногу в Резиденцию президента Республики Корея в Ёнсангу. 11 мая 2022 года трёхзвездный генерал Ким занял должность начальника Службы безопасности президента, а позднее в августе 2024 года был назначен на пост министра национальной обороны, вступив в должность 6 сентября. Поскольку Ким был старшеклассником президента Юн Сок Ёля в старшей школе Чхунгам, их называли «фракцией Чхунгам».
Ким подал в отставку с поста министра 5 декабря после объявления военного положения в 2024 году, за что он принёс извинения. Министерство обороны подтвердило, что Ким предложил президенту Юну ввести военное положение. Его заместитель Ким Сон Хо также обвинил Ким Ён Хёна в том, что он приказал солдатам войти в Национальное собрание и помешать законодателям собраться, чтобы проголосовать против положения. 5 декабря министерство юстиции запретило Киму покидать страну, а 8 декабря в 1:30 ночи он явился в прокуратуру для допроса, после которого был арестован по обвинению в государственной измене.
По сообщению министерства юстиции, 10 декабря в 23:52 Ким Ён Хён пытался покончить с собой повесившись на верёвке, сделанной из связанного вместе нижнего белья, в ванной комнате центра заключения Донгбу, незадолго до выдачи судом ордера на его арест. На следующий день Ким был доставлен прокурорами в следственный изолятор для дальнейшего допроса.